# Russell Athletic
Russell Athletic je americký výrobce oblečení od roku 2006 vlastněný firmou Fruit of the Loom. Modročervené logo je stylizováno do podoby písmene R, jehož pravou nožičku znázorňuje hlava orla. 
Společnost byla založena roku 1902 ve městě Alexander City v Alabamě tehdy 26letým Benjaminem Russellem pod názvem Russell Manufacturing Company. 
V roce 1926 jeho syn Benny Russell přišel s návrhem na pohodlný bavlněný tréninkový oděv pro americké fotbalové týmy, který následně nahradil do té doby používané vlněné dresy. Tak vznikla mikina (anglicky sweatshirt).